# الفساد في لاتفيا
يتم فحص الفساد في لاتفيا في هذه الصفحة.

## المدى
وفقًا لعدة مصادر، يواجه النظام السياسي في لاتفيا فسادًا خطيرًا. إن تأثير المصالح الخاصة المتورطة في التمويل غير المشروع للأحزاب السياسية يقوض جهود مكافحة الفساد السياسي. وفقًا لمقياس الفساد العالمي لعام 2013 الصادر عن منظمة الشفافية الدولية، فإن 68٪ من الأسر التي شملها الاستطلاع تعتبر الأحزاب السياسية فاسدة أو فاسدة للغاية - وتصنف على أنها أكثر المؤسسات فسادًا في لاتفيا. علاوة على ذلك، تعتقد 55٪ من الأسر التي شملتها الدراسة أن مستوى الفساد ظل كما هو، و67٪ من الأسر التي شملتها الدراسة وجدت أن جهود الحكومة في مكافحة الفساد غير فعالة ويصنف مؤشر مدركات الفساد لعام 2019 الصادر عن منظمة الشفافية الدولية الدولة في المرتبة 44 من بين 180 دولة.
هناك تصور واسع الانتشار مفاده أن السياسيين والشركات مرتبطون ارتباطًا وثيقًا في لاتفيا. يعتقد مديرو الأعمال الذين شملهم الاستطلاع في تقرير التنافسية العالمية 2013-2014 الصادر عن المنتدى الاقتصادي العالمي أن الأموال العامة يتم تحويلها في بعض الأحيان إلى شركات أو أفراد أو مجموعات بسبب الفساد، ونقص السلوك الأخلاقي الكافي للشركات مع المسؤولين الحكوميين والسياسيين والشركات الأخرى هو عيب تنافسي للبلد.

## رد فعل
الهيئة الرائدة المتخصصة في مكافحة الفساد في لاتفيا هي مكتب منع ومكافحة الفساد (KNAB(باللاتفية: Korupcijas novēršanas un apkarošanas birojs)‏). تم تأسيسها في أكتوبر 2002, بعد اعتماد قانون مكافحة الفساد ومكتب مكافحة الفساد في 18 أبريل 2002.

## روابط خارجية
- ملف تعريف الفساد في لاتفيا من بوابة مكافحة الفساد في قطاع الأعمال